# Hydatophylax variabilis
Hydatophylax variabilis är en nattsländeart som först beskrevs av Martynov 1910.  Hydatophylax variabilis ingår i släktet Hydatophylax och familjen husmasknattsländor. Utöver nominatformen finns också underarten H. v. frigoris.